# Самый длинный день
«Самый длинный день» — книга Корнелиуса Райэна, написанная в 1959 году. В книге рассказывается история Дня Д, первого дня Нормандской операции. В 1962 году книга была экранизирована. В главных ролях снялись Джон Уэйн, Генри Фонда, Шон Коннери и другие звёзды.

## О книге
В текст книги были включены рассказы 383 людей, принимавших участие в высадке. В качестве иллюстраций выступили многочисленные военные документы.
Книга разделена на три раздела — ожидание, ночь и день, которые описывают первые 24 часа после высадки.
Название книги взято из высказывания генерал-фельдмаршала Эрвина Роммеля:

Первые 24 часа вторжения будут иметь решающее значение. Это будет самый длинный день.

В первой части произведения автор подробно описывает волнение и напряжение генерала Роммеля перед операцией. Во второй части рассказывается о ночи на 6 июня 1944 года, когда огромное количество десантных судов подплывало к побережью Нормандии. В финальной, третьей части, повествуется о кровавом сражении за Европу.